# 宮川東一
宮川 東一（みやがわ とういち、1928年 - 2020年2月6日）は、日本の著述家である。
中華民国の政治家孫文と大月薫の外孫である。
慶應義塾大学准教授の宮川祥子は次女。神奈川県出身。2020年2月6日に逝去。

## 略歴
祖母の大月は横浜市で孫文と結婚し、彼の母・冨美子を生んだ。その後、冨美子は宮川家の養女になった。彼は30歳頃に自分が孫文の孫である事を知った。
1956年に北海道大学法経学部経済学科(現在の北海道大学経済学部)を卒業し、国分商店に勤務した。宮川経営研究室代表で、酒類と加工食品業界のコンサルティングを行った。2008年に『日本に遺された孫文の娘と孫』という本を書いた。2009年、新宿で映画『孫文〜100年先を見た男』のトークショーを行って、孫文の史跡と自分の人生成功の方法を語った。。